# Majda Koren
Majda Koren, slovenska mladinska pisateljica, scenaristka otroških oddaj in učiteljica razrednega pouka, * 12. marec 1960, Ljubljana.

## Življenjepis
Obiskovala je Poljansko gimnazijo. Leta 1982 je diplomirala na Pedagoški fakulteti - smer razredni pouk - z diplomsko nalogo iz mladinske književnosti.

## Delo
Piše zgodbe za mladino (Mala pošast Mici, Ta knjiga ne grize, Pošasti, Teta kuha, Protideževna juha ...), v katerih sem in tja (Julija je zaljubljena LOL, Maj za vedno :)) uporabi SMS-jezik, in strokovna pedagoška dela, ki služijo kot pripomoček pri pouku v nižjih razredih osnovne šole (Zgodbice za matematiko, Besedne zmešnjave, Beremo z Iksom). To so zbirke uporabnih nalog, zavitih v pravljično vsebino.
Objavlja v reviji Ciciban, na RTV Slovenija je sodelovala kot scenaristka pri otroških oddajah (Radovedni Taček, Iz popotne torbe).
```
Od januarja 
2001
 do 2010 je pisala in urejala spletni časopis za otroke zupca.net.
[
2
]
 Objavljala strokovne članke s področja vzgoje in izobraževanja in predavala o izkušnjah poučevanja po metodi 
Marie Montessori
: 
```

Kot avtorica zgodb za najmlajše obiskuje šole v Sloveniji, pa tudi slovenske razrede v ZDA, v Veliki Britaniji, v Bosni, na Hrvaškem, v Nemčiji, Švici in na Nizozemskem.
V Sloveniji je med njenimi deli najbolj priljubljena Mala Pošast Mici, v tujini pa je to strip Kapo in Bundo, ki je preveden v hrvaščino, španščino, katalonščino, italijanščino, poljščino, francoščino in angleščino. Pujsa sta prepotovala že dobršen del sveta, v družbi avtorice in ilustratorja Damjana Stepančiča.

## Metalepsa
Njena literarna oseba Julija je zaljubljena, je prvi znan primer metalepse oz. prestopa (individualne) literarne osebe iz slovenskega leposlovja (fikcije) v družbeno konstruirano realnost in sicer znotraj družabnega omrežja, kjer ima svoj "osebni" profil, enako kot ga imajo resnični posamezniki, in tam sklepa z njimi prijateljstva, na enak način kot to počno med seboj resnične osebe prek svojih profilov.

### Zgodbe za mladino
- Mala pošast Mici (1994, 2014, 2015)
- Mici v mestu (1996)
- Ta knjiga ne grize (1997)
- Pikapolonica na prašni cesti (1997)
- Pošasti (1998)
- Metulj na dežju (2002)
- Teta kuha (2003)
- Župcin dnevnik (2004)
- Zgodbe zajca Zlatka (2006)
- Eva in kozel (2006)
- Tia (2007)
- Še zgodbe zajca Z. (2007)
- Lojza iz vesolja (2008)
- Julija je zaljubljena lol (2008)
- Mici iz 2.a (2009, 2017)
- Maj za vedno :) (2009)
- Bert, grad in domača naloga (2009)
- Bert v slikarski šoli ali Kaj je to Kijaro s kuro (2011)
- Mihec (2011)
- Že spet ta Mici iz 2.a (2012, 2017)

### Slikanice
- Zgodbice za matematiko (1992)
- Zgodbice za matematiko 2 (1993)
- Večje-manjše (1993)
- Učimo se igraje (1993)
- A A A abeceda (1993)
- Štejem do 10 (1993)
- Besedne zmešnjave 1,2,3,4 (1994)
- Medved in miška 1 (2010)
- Nace in Rudi/Lipe (2012)
- Medved in miška 2 (2014)
- Inšpektor Jože (2014)
- Skuhaj mi pravljico! (2016)
- Medved in miška 3 (2017)
- Kapo in Bundo (2020)
- Inšpektor Jože, prvi del in pol (2021)
- Čarobna kost (2022)
- Na koncu Rimske ceste (2022)
- Protideževna juha (2023)
- Kapo in Bundo v muzeju (2024)

### Objave v berilih za osnovno šolo
- Drugo berilo (DZS): Mici iz 2.a
- Četrto berilo (MK): Protideževna juha
- Tretje berilo (DZS): Mihec - matematični test
- Četrto berilo (Rokus): Protideževna juha

### Objave v revijah za mlade
- prva objava v reviji Ciciban leta 1982, s katero sodeluje še danes
- Ciciban in priloga Vetrnica (april 1992 do junij 1993)
- Firbec in priloga Firbček (december 1997 do junij 2000)
- Galeb
- Pikapolonica

## Nagrade in priznanja
Večernica
Za knjigo Eva in kozel (založba Mladinska knjiga) je dobila nagrado večernica 2007 (nacionalna nagrada za mladinsko književnost, ki jo za najboljšo slovensko otroško in mladinsko literarno delo zadnjega leta podeljuje časopis Večer). Isto delo je leta 2008 prejelo naziv bela vrana - White Raven's Selection 2008, International Youth Library.
Druga nagrada na javnem anonimnem natečaju za izvirno slovensko pravljico Lahko noč, otroci Radia Slovenija za delo Skuhaj mi pravljico (2010).
Levstikova nagrada 2011 za delo Mici iz 2.a.
White Ravens
2008 - Eva in kozel
2022 - Čarobna kost
Nagrada Kristine Brenkove
2024 - Protideževna juha - ilustrirala Ana Maraž